# Phoenicopterus aethiopicus
Phoenicopterus aethiopicus je izumrla prapovijesna vrsta ptice iz reda plamenaca. Ne zna se o njoj puno podataka, poznata je samo iz nekih fosiliziranih ostataka.